# Ernest Mayer
Ernest Mayer (Zgornji Tuhinj, 10 de noviembre de 1920 - 17 de marzo de 2009) fue un naturalista, botánico, y fitogeógrafo esloveno.
Estudió biología en la Facultad de Artes, Universidad de Liubliana, y en la de Viena. En 1956, fue profesor asociado de Ciencias Naturales y Matemática, Facultad de Artes, entonces profesor de botánica en la Facultad Biotécnica en Liubliana, hasta 1978 y luego se trasladó al Instituto de Biología Jovan Hadzija, donde había de retirarse en 1991 como asesor de investigación.
Su trabajo se centró, principalmente, en fitogeografía, identificación morfológica y taxonómica de la flora de plantas superiores que crecen en el territorio de la ex Yugoslavia y el resto de la península de los Balcanes, con un énfasis en endemizmu y polimorfiji.

## Reconocimientos
- Miembro asociado de la Academia Eslovena de Ciencias y Artes, se convirtió en 1974 en un miembro regular desde 1983, pero desde 1993 ha sido miembro regular de la Academia Europea de Ciencias y Artes. Para concedieron su contribución a la ciencia, entre otras cosas Jesenko premio de la Facultad de Biotecnología (1979) [1] y el Lifetime Achievement Award Kidričevo (1986).

## Eponimia
Especies (más de 20)
- (Apiaceae) Bupleurum mayeri Micevski[1]
- (Rosaceae) Sorbus mayeri (Kárpáti) Mikoláš[2]